# Dorfkapelle Engleshof
Die römisch-katholische Dorfkapelle Engleshof  befindet sich in der Ortsmitte des Ortsteils Engleshof der Oberpfälzer Gemeinde Pirk.
Die Kapelle wurde 1974 an der Stelle eines früheren Kirchleins und bei dem Dorfkreuz errichtet. Anlass war die Primiz des Engelsdorfer Priester Andreas Unschold. In der Kapelle werden Andachten und gelegentlich Gottesdienste abgehalten.
Die Kapelle ist 8,2 m lang, 5,8 m breit und 7,8 m hoch. Sie besitzt einen Dachreiter mit einem zwei Meter hohen Zwiebelturm.
Im Innenraum sind vier Stuhlreihen und ein Altartisch aus Marmor. Rechts neben dem Eingang steht eine 60 cm hohe Christusfigur. Zu beiden Seiten des Altars hängen zwei geschnitzte Heiligenfiguren. Hinter dem Altar ist ein 2 m hohes Kreuz mit einer Christusfigur angebracht.
Links außen beim Eingang hängt ein denkmalgeschütztes Kruzifix mit einer Madonna, die Figuren sind aus Holz und farbig gefasst, sie stammen vermutlich aus dem 18. oder 19. Jahrhundert.